# Via Campana
Via Campana (Via Antica Consolare Campana) – droga rzymska rozpoczynająca się przy amfiteatrze Flawiuszy w Pozzuoli. Biegła przez kilka kraterów wygasłych wulkanów, miasto Qualiano i łączyła się z via Appia w Giugliano in Campania.
4 km za Pozzuoli droga przechodzi przez krater Quarto Flegreo, od którego pochodzi nazwa miejscowości Quarto, następnie Montagna Spaccata, przecina ścianę krateru, przechodząc na drugą stronę i wspina się zboczami wzgórz. Montagna Spaccata jest dobrze zachowana i stanowi główną drogę miasteczka. Cegły położone przez starożytnych Rzymian w celu umocnienia zboczy i zapobiegania obrywom są doskonale widoczne wzdłuż całego przejścia. Przy drodze znajdują się też katakumby i nekropolie rzymskie.